# تپه کهارد D
تپه کهارد D مربوط به هزاره اول قبل از میلاد است و در شهرستان رزن، بخش مرکزی، دهستان رزن، روستای کهارد واقع شده و این اثر در تاریخ ۲۷ بهمن ۱۳۸۷ با شمارهٔ ثبت ۲۴۶۲۳ به‌عنوان یکی از آثار ملی ایران به ثبت رسیده است.